# سوزان مونتجومري
سوزان مونتجومري (بالإنجليزية: Susan Montgomery)‏ هي رياضياتية أمريكية، ولدت في 2 أبريل 1943 في لانسنغ في الولايات المتحدة.

## وصلات خارجية
- الموقع الرسمي